# 4-я городская клиническая больница имени Н. Е. Савченко (Минск)

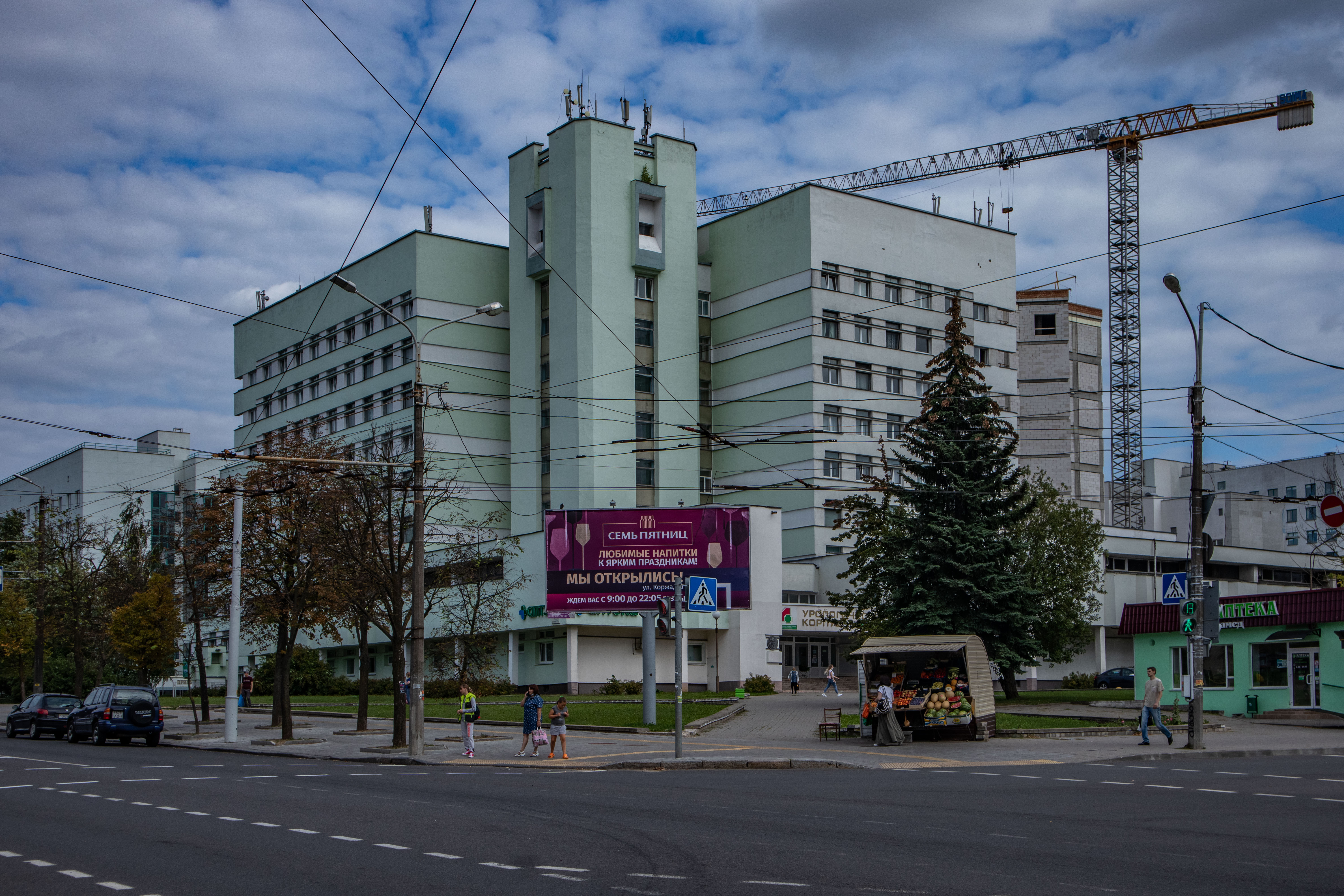
Урологическое отделение 4-й городской клинической больницы им. Н. Е. Савченко (перекрёсток улиц Карла Либкнехта и Лермонтова)

4-я городская клиническая больница им. Н. Е. Савченко — минская 4-я городская клиническая больница, которая носит имя академика Николая Евсеевича Савченко. Клиническая база подготовки медицинских специалистов таких крупных учреждений, как Белорусский государственный медицинский университет и Белорусская медицинская академия последипломного образования.
Больница специализируется на оказании помощи в области сосудистой хирургии, заболеваний аорты и брахиоцефальных артерий, периферических сосудов, гнойно-септические осложнения, хирургической малоинвазивной флебологии.

## История
Строительство 4-й городской клинической больницы началось в 1954 году. Спустя три года, в 1957 году, был введен в эксплуатацию трехэтажный терапевтический корпус, где открылся противотуберкулёзный диспансер и стационар на 140 коек.
1 октября 1960 года состоялось открытие четвёртой клинической больницы Минска. Сделано это было по решению исполнительного комитета Минского городского Совета депутатов трудящихся от 22.09.1960 года № 499. В 1975 году открылся новый кардиологический корпус.
В 1981 году больница насчитывала 26 лечебно-диагностических отделений на 1065 коек, количество работающих в ней врачей выросло до 243. В 1983 году был открыт новый урологический корпус.
На базе 4-й городской клинической больницы был создан Белорусский НИИ кардиологии, заработали четыре кафедры (кардиологии, нефрологии, оториноларингологии, хирургии) Белорусского государственного медицинского университета. На базе больницы также открыты территориальная поликлиника и центры специализированной медицинской помощи:
- республиканские пересадки почки и острого гемодиализа,
- кардиологии,
- кардиохирургии,
- оториноларингологии,
- урологии для взрослых и детей, для беременных с сердечно-сосудистой патологией.

В 2001 году больнице присвоено имя академика Николая Евсеевича Савченко, а на урологическом корпусе была повешена мемориальная доска Н. Е. Савченко.
Приоритетными направлениями больницы являются проблемы сосудистой хирургии, заболевания аорты и брахиоцефальных артерий, периферических сосудов, гнойно-септические осложнения, хирургическая малоинвазивная флебология.
В феврале 2003 года на базе 4-й клинической больницы заработало отделение сосудистой хирургии, задачей которого стало оказание экстренной и плановой ангио-хирургической помощи. В 2011 году на базе этого отделения был организован городской центр сосудистой хирургии, куда вошли ангиографический кабинет и два отделения — гнойной хирургии с осложненной сосудистой патологией и сосудистой хирургии:
- В ангиографическом кабинете выполняются гибридные операции на магистральных артериях нижних конечностей, эндоваскулярные вмешательства при патологии брахиоцефальных сосудов, имплантация стент-графтов при аневризмах брюшной аорты.
- В год в отделении сосудистой хирургии проводится более 1500 операций. Это отделение оказывает плановую и экстренную специализированную помощь больным с патологией аорты и магистральных артерий, различными сочетанными формами поражения артерий, а также пациентам с венозной патологией. Также выполняются оперативные высокотехнологические и гибридные операции на аорте и её ветвях, магистральных артериях, все виды оперативных вмешательств при варикозной болезни нижних конечностей.
- Отделение гнойной хирургии с осложненной сосудистой патологией оказывает плановую помощь больным с венозной патологией, а также гнойными и некротическими осложнениями, которые требуют реконструктивных операций на сосудах. Оказывается также амбулаторная консультативная помощь больным при ангио-хирургической патологии, сопровождающейся гнойными и некротическими осложнениями.

Больница оказывает широкий спектр биохимических, гематологических, общеклинических, изосерологических и бактериологических исследований с использованием системы компьютерной обработки данных.
Среди врачей больницы по состоянию на сентябрь 2020 года числилось 8 кандидатов медицинских наук.

## Главные врачи
- Сельдимирова Елена Михайловна (1957—1976)
- Барченко Александр Тимофеевич (1976—1983)
- Горбатов Владлен Евстафьевич (1983—1999)
- Крутьянов Николай Фёдорович (1999—2001)
- Троянов Александр Анатольевич (2002—2016)
- Янушко Вацлав Янушевич (с 2016 — по настоящее время)

## Отделения
На базе больницы функционирует 23 отделения, задача которых — оказание помощи в области урологии, нефрологии, общей, сосудистой и гнойной хирургии, кардиологии, пластической и эстетической хирургии:
- приёмное,
- кардиологическое,
- общей хирургии,
- урологические отделение № 1 — 220036, Минск, ул. Розы Люксембург, 110[6]
- урологические отделение № 2 — 220036, Минск, ул. Розы Люксембург, 110
- урологические отделение № 3,
- нефрологическое,
- сосудистой хирургии,
- общей анестезиологии и реанимации,
- пластической и эстетической хирургии,
- отделение гемодиализа,
- отделение рентгенударного-волнового дистанционного дробления камней и эндоскопической хирургии,
- отделение ультразвуковой эндоскопической хирургии,
- вспомогательные (биохимическая лаборатория отделения гемодиализа, клинико-диагностическая лаборатория, ЦСО, внутри больничная аптека, отделение рентгенологии, отделение функциональной диагностики, радиоизотопная лаборатория, физиотерапевтическое отделение, кабинет трансфузиологической помощи, кабинет стомийной помощи урологическим больным, городской консультативный урологический кабинет, кабинет статистики и медицинский архив).